# 청파도서관
청파도서관은 서울특별시 용산구에 있는 공립 도서관이다.

## 연혁
- 2009년 8월 14일 개관.